# حوزه انتخابیه دوم میزوری
حوزه انتخابیه دوم میزوری یک حوزه انتخابیه مجلس نمایندگان آمریکا است که در ایالت میزوری قرار دارد.